# 2008年北京オリンピックのセントクリストファー・ネイビス選手団
2008年北京オリンピックのセントクリストファー・ネイビス選手団（2008ねんペキンオリンピックのセントクリストファー・ネイビスせんしゅだん）は、2008年8月8日から8月24日まで開催された北京オリンピックにおけるセントクリストファー・ネイビス選手団の名簿。選手名及び所属・記録は2008年当時のもの。

## 選手団
- 人員: 選手 4人
- 開会式旗手: ヴァージル・ホッジ

## 種目別選手・スタッフ名簿及び成績

### 陸上競技
| 選手                       | 種目     | 予選   | 予選 | 準々決勝 | 準々決勝 | 準決勝       | 準決勝       | 決勝         | 決勝         |
| 選手                       | 種目     | 結果   | 順位 | 結果     | 順位     | 結果         | 順位         | 結果         | 順位         |
| -------------------------- | -------- | ------ | ---- | -------- | -------- | ------------ | ------------ | ------------ | ------------ |
| キム・コリンズ             | 男子100m | 10秒17 | 2着  | 10秒01   | 2着      | 10秒05       | 5着          | 準決勝敗退   | 準決勝敗退   |
| キム・コリンズ             | 男子200m | 20秒55 | 2着  | 20秒43   | 3着      | 20秒25       | 4着          | 20秒59       | 6位          |
| ヴァージル・ホッジ         | 女子100m | 11秒48 | 4着  | 11秒45   | 4着      | 準々決勝敗退 | 準々決勝敗退 | 準々決勝敗退 | 準々決勝敗退 |
| ヴァージル・ホッジ         | 女子200m | 23秒14 | 3着  | 23秒17   | 5着      | 準々決勝敗退 | 準々決勝敗退 | 準々決勝敗退 | 準々決勝敗退 |
| メリツァー・ウィリアムズ   | 女子200m | 23秒83 | 7着  | 予選敗退 | 予選敗退 | 予選敗退     | 予選敗退     | 予選敗退     | 予選敗退     |
| ティアンドラ・ポンティーン | 女子400m | 52秒41 | 5着  | -        | -        | 予選敗退     | 予選敗退     | 予選敗退     | 予選敗退     |